# Кризис на Бесконечных Землях (Вселенная Стрелы)
«Кризис на бесконечных Землях» — шестой ежегодный кроссовер Вселенной Стрелы, разделенный на эпизоды сериалов «Супергёрл», «Бэтвумен», «Флэш», «Стрела» и «Легенды завтрашнего дня» на канале The CW. Эпизоды «Супергёрл», «Бэтвумен» и «Флэша» были показаны в декабре 2019 года, а эпизоды «Стрелы» и «Легенд завтрашнего дня» — в январе 2020 года. События эпизода «Черной молнии» «Книга сопротивления: Глава четвёртая: Кризис Земли» (который вышел в эфир между «Бэтвумен» и «Флэшем») и двухсерийный комикс с персонажами и концепциями, не использованными в эпизодах живого действия, также связаны с этим событием.
«Кризис на бесконечных Землях», вдохновленный одноимённым комиксом, продолжает сюжетные линии, заложенные в предыдущем кроссовере, «Иные Миры». Предшествующие эпизоды восьмого сезона «Стрелы» и большая часть шестого сезона «Флэша» служат прологом к кроссоверу. В эпизоде «Кризис» Монитор собирает Зелёную Стрелу, Флэша, Супергерл, Бэтвумен, Сару Лэнс, Рэя Палмера и ряд других людей из разных вселенных, чтобы помешать Анти-Монитору разрушить реальность. События кроссовера приводят к перезагрузке Вселенной Стрелы, что отражается на всех сериях.
Бэтмен в исполнении Майкла Китона упоминался в этом кроссовере. Этот сериал устанавливает вселенную, в которой существуют «Бэтмен» (1989) и «Бэтмен возвращается» (1992), как «Земля-89». Роберт Вул, игравшим Александера Нокса в «Бэтмене» (1989) вернулся к роли для эпизодического появления в этом сериале. В кроссовере Бэтмен упоминается как захвативший Джокера (несмотря на его очевидную смерть) и женившийся на Женщине-кошке, что ранее было показано в предыстории альтернативного будущего телесериала «Хищные птицы».
Первые упоминания о кроссовере появились в 2014 году в пилотном эпизоде «Флэша». Адаптация началась во время работы над сериалом «Иные Миры», а название кроссовера было объявлено в конце эпизода «Иные Миры» в декабре 2018 года. Кастинг был анонсирован в середине 2019 года, и в его состав вошли актёры, ранее игравшие персонажей DC в других фильмах, такие как Берт Уорд и Кевин Конрой. Кресс Уильямс из сериала The CW «Черная молния» впервые пересекся с Вселенной Стрелы, а другие актёры повторили свои роли из различных кино- и телесериалов DC. Съемки проходили с конца сентября до начала ноября 2019 года.
«Кризис на бесконечных Землях» был высоко оценен критиками за его грандиозность, амбициозность и множество камео и отсылок, хотя судьба Оливера Куина была воспринята неоднозначно. Кроссовер завоевал популярность, поскольку каждый эпизод обеспечил высокие рейтинги соответствующего сериала. После первой и третьей частей вышло двухсерийное шоу «Последствия Кризиса», которое вел Кевин Смит, чтобы проанализировать события кроссовера. Следующий кроссовер, между «Бэтвумен» и «Супермен и Лоис», должен был быть показан в 2021 году, но не состоялся из-за пандемии COVID-19.